# Wright Flyer
El Wright Flyer (sovint referit com Flyer I i de tant en tant Kitty Hawk) va ser la primera màquina voladora a motor construïda pels germans Wright. El vol està reconegut per la Fédération Aéronautique Internationale, l'organisme regulador de normes i del manteniment de registres per a l'aeronàutica i la astronàutica, com «el primer vol sostingut en una aeronau més pesant que l'aire».

## Història, construcció i disseny
El disseny del Flyer es va basar en les proves realitzades pels germans Wright amb planadors a Kitty Hawk entre 1900 i 1902, amb l'objectiu d'aprendre a controlar el vol d'aquests. El seu últim planador, el 1902 Glider, va conduir directament al disseny definitiu de l'avió.
Els germans Wright van fabricar el Flyer l'any 1903 i el van construir amb fusta de picea i freixe cobertes amb mussolina. Com que no es va poder trobar un motor d'automòbil adequat per a la tasca, és a dir, prou lleuger i potent, els germans Wright van encarregar llur empleat Charlie Taylor construir un nou disseny a partir de zero. Aquest va construir un motor de 4 cilindres i 12 cavalls que, amb transmissió de cadena, préstec tecnològic de les bicicletes, accionava les dues hèlixs dobles, que també van ser fabricades a mà.
El Flyer era un biplà de configuració canard. El pilot es trobava boca-terrosa a la part inferior de l'ala amb el cap cap a la part davantera de l'avió. L'avió es dirigia movent un bastidor lligat al maluc del pilot, que feia que la base tirés dels cables, girant les ales, mentre amb la mà esquerra controlava el timó de profunditat.
El Flyer I reposava en un carretó que es desplaçava sobre un carril, ja que no disposava de rodes, i una catapulta de contrapès servia com a mitjà d'acceleració en l'enlairament. A aquesta pista d'enlairament els germans l'anomenaven l'«Encreuament de Ferrocarril».
El 14 de desembre de 1903 van intentar realitzar un vol a Kill Devil Hill, prop de Kitty Hawk, Carolina del Nord, però aquest va fallar per què l'avió estava massa inclinat durant l'enlairament i l'aparell va tocar el terra i es va espatllar. Ho van intentar, ja amb èxit, el 17 de desembre de 1903, quan en el primer dels quatre vols registrats aquell dia, i amb Orville Wright als comandaments, el Flyer es va mantenir en l'aire durant 12 segons i va cobrir una distància de 37 m. En l'últim vol d'aquell dia i pilotat per Wilbur Wright van aconseguir volar durant 59 segons cobrint una distància de 260 m però al final de la tarda una ràfega de vent va destruir l'aparell.

## Versions posteriors
Durant els anys següents, els germans Wright van millorar l'aparell i el Flyer II va fer un primer vol el 23 de maig de 1904. El 9 de novembre de 1904 després de completar el primer circuit de vol, el Flyer II va completar una distància de 4,5 km en poc més de 5 minuts. El 1905, després 'oferir-lo al Departament de Guerra estatunidenc i britànic, que el van rebutjar, els germans el van desmantellar i van utilitzar alguns dels components per la fabricació del Flyer III, que va ser el primer aparell dels Wright realment pràctic, acumulant fins a 50 vols fins a mitjans d'octubre de 1905 i realitzant-ne un de 40 km.
Conscients del seu èxit i atemorits per ser copiats, els Wright van deixar de volar entre 1905 i 1908, per intentar vendre llur invent a l'exèrcit del seu país. En aquest temps, veient que no se'ls prenien seriosament decideixen mostrar públicament els resultats amb un nou model, el Flyer classe A, l'agost de 1908 fent una demostració a Le Mans que va provocar l'entusiasme de la multitud. El desembre d'aquell mateix any aconsegueixen la Copa Michelin amb un vol de 125 km en dues hores i vint minuts, volant amb el seient recte enlloc de inclinat.
El febrer de 1909, els germans Wright signen un contracte amb el govern estatunidenc per la compra d'un model d'avaluació, anomenat Wright Military Flyer per un valor de 30.000 dòlars, després de comprovar les possibilitats i la conformitat a les condicions imposades, que eren, vol d'una hora, amb un passatger, a una velocitat mínima de 65 km/h i sobre una distància de 200 km. Aquest primer avió va ser entregat el 2 d'agost d'aquell any i es va estavellar el 17 de setembre després del desè vol, però va ser reconstruït i l'exèrcit el va comprar amb la designació de Signal Corps Nº 1.
Aquest model, juntament amb el Flyer original, es troba actualment al National Air and Space Museum de Washington D.C.

## Cultura popular
- En els simuladors de vol existeixen una o més variants del Wright Flyer, com el simulador de vol de codi obert FlightGear, així com en el sector comercial.[5]
- Les plaques de matrícula de l'estat nord-americà de Carolina del Nord porten una imatge gràfica en color blau del Wright Flyer.

## Especificacions(Wright Flyer)
Característiques generals
- Tripulació: 1
- Longitud: 6,43 m
- Envergadura: 12,31 m
- Alçada: 2,74 m
- Superfície de l'ala 47 m²
- Pes buit: 274 kg
- Pes màxim d'enlairament: 338 kg
- Motors: ×  motor de combustió interna amb 4 cilindres en línia i refrigeració per aigua, 12 cv   cada un

 Rendiment 
- Velocitat màxima: =48 km/h
- Sostre de servei: 9 m
- Càrrega alar: 7 kg/m²
- Potència/pes: 30 W/kg